# 東ローマ・サーサーン戦争 (440年)
東ローマ・サーサーン戦争 (440年)（ひがしローマ・サーサーンせんそう、英: Byzantine–Sasanian War of 440）は、東ローマ帝国とサーサーン朝の間で発生した短期間の紛争である。紛争が短期間で終わった理由は、東ローマ帝国の南方がヴァンダル族による侵略を受け、東ローマ帝国が侵略への対処を優先させる必要性から戦争の迅速な終結を求めたためである。サーサーン朝に対しては和平の見返りに財貨の支払いが行われた。

## 戦争の推移
サーサーン朝と東ローマ帝国は、387年の平和条約締結以来、両帝国が遊牧民の攻撃に対するコーカサスの防衛に協力する義務があることで合意していた。東ローマ帝国はサーサーン朝に対し不定期におよそ500ポンド（226キログラム）の金を支払うことで、コーカサスの防衛を援助していた。東ローマ帝国はこの支払いを政治的な助成金とみなしていたが、サーサーン朝はこれを貢納と見なし、東ローマ帝国がサーサーン朝の代理人的な存在であることを示すものであった。やがて東ローマ皇帝テオドシウス2世（在位：408年 - 450年）は支払いを続けることを渋るようになったため、440年にサーサーン朝の王ヤズデギルド2世（在位：438年 - 457年）は東ローマ帝国に対して戦端を開いた。しかし双方ともほとんど成果を上げることはなかった。
東ローマ帝国はヴァンダル族によって南方の前線で強い圧力を受け、439年にはカルタゴを征服されていた。このため、テオドシウス2世は和平を求め、軍司令官のアナトリウスをヤズデギルド2世の宿営地に派遣した。同年に行われたその後の交渉において、両帝国がメソポタミアに新たな要塞を建設しないこと、引き続きサーサーン朝がコーカサスを侵略から守るための補助金を得ることで合意した。